# 服部幸三
服部 幸三（はっとり こうぞう、1924年3月10日 - 2009年10月8日）は、日本の音楽学者。東京芸術大学名誉教授。
西洋音楽史、特にバロック音楽に造詣が深く、著作、翻訳、ラジオ番組を通じて日本におけるバロック音楽の普及に貢献した。また、音楽学会（現日本音楽学会）の設立に参画し、長年、東京芸術大学楽理科で教鞭を取り、日本における音楽学の発展に寄与した。

## 略歴
鹿児島県生まれ。
- 1949年、東京大学法学部卒。
- 1951年、東京音楽学校非常勤講師。同年、音楽学科設立準備委員となる。
- 1952年、東京芸術大学音楽学部常勤講師。
- 1954年、東京芸術大学音楽学部助教授。
- 1959年、フンボルト財団留学生として西ドイツ・フライブルク大学に留学。
- 1961年、東京芸術大学の本務にもどる。
- 1963年、東京芸術大学大学院修士課程助教授。
- 1970年、東京芸術大学音楽学部教授。
- 1972年、ハインリッヒ・シュッツの研究に尽力した功績により、没後300年の式典に、西ドイツ政府の招待を受ける。
- 1976年、音楽学会会長（1983年3月まで）。
- 1986年、東京芸術大学音楽学部長（1990年3月まで）。
- 1991年、東京芸術大学を定年退官。
- 2000年、勲二等瑞宝章受章[2]。

## 著書・訳書
- 訳書『ピアノ音楽史』（アーペル） 1957年
- 訳書『オペラ史』（グラウト） 第1巻1957年、第2巻1958年
- 編著『ロココ・ピアノ曲集』 1958年
- 訳書『音楽史 グレゴリオ聖歌からバッハまで』（パリッシュ＝オール） 1958年
- 訳書『音楽の歴史と思想』（ライヒテントリット） 1959年
- 編著『バロック・ピアノ曲集』 1961年
- 共著『レコードによる音楽の歴史と鑑賞』 第1巻1963年、第3巻1964年
- 共訳『西洋音楽史』（グラウト） 上1969年、下1971年
- 著・監修『音楽教育成立への軌跡』 1976年
- 著書『バロック音楽の楽しみ』 1979年
- 共訳『テレマン---生涯と作品』 1981年
- 著書『西洋音楽史 バロック (西洋音楽史シリーズ 2)』 2001年、音楽之友社

## 出演番組
- バロック音楽のたのしみ（NHK-FM）
- バロック音楽をあなたに（エフエム東京）[3]